# 미셸 루한 그리셤
미셸 린 루한 그리셤(Michelle Lynn Lujan Grisham, 1959년 10월 24일 ~ )은 미국의 정치인으로 현재 뉴멕시코주 주지사이다.

## 학력
- 성 미카엘 고등학교 졸업
- 뉴멕시코 대학교 경제학 B.S.
- 뉴멕시코 대학교 법학대학원 경제학 J.D.

## 경력
- 2004.08 ~ 2007.06 뉴멕시코주 보건부 장관
- 2011.01 ~ 2013.01 베르날릴로 카운티 위원회 위원
- 2013.01 ~ 2019.01 미국 뉴멕시코 제1구 연방 하원의원
- 2019.01 ~ 2027.01 제32대 뉴멕시코 주지사

## 역대 선거 결과
| 선거명      | 직책명                               | 대수  | 정당   | 득표율 | 득표수    | 결과 | 당락                     |
| ----------- | ------------------------------------ | ----- | ------ | ------ | --------- | ---- | ------------------------ |
| 2010년 선거 | 위원회 (베르날릴로 카운티 제1선거구) | -대   | 민주당 | 60.69% | 24,294표  | 1위  |                          |
| 2012년 선거 | 하원의원 (뉴멕시코 제1선거구)        | 113대 | 민주당 | 59.06% | 162,924표 | 1위  | 뉴멕시코주 하원의원 당선 |
| 2014년 선거 | 하원의원 (뉴멕시코 제1선거구)        | 114대 | 민주당 | 58.59% | 105,474표 | 1위  | 뉴멕시코주 하원의원 당선 |
| 2016년 선거 | 하원의원 (뉴멕시코 제1선거구)        | 115대 | 민주당 | 65.15% | 181,088표 | 1위  | 뉴멕시코주 하원의원 당선 |
| 2018년 선거 | 뉴멕시코 주지사                      | 32대  | 민주당 | 57.20% | 398,368표 | 1위  | 뉴멕시코 주지사 당선     |
| 2022년 선거 | 뉴멕시코 주지사                      | 32대  | 민주당 | 51.97% | 370,168표 | 1위  | 뉴멕시코 주지사 당선     |